# Sisak (heraldika)
A sisak a címertanban a kiegészítő címerrészek közé tartozó címerábra. A lovagi vértezet részeként a lovag fejét befedő védőfelszerelés része volt. A különféle korszakokban eltérő sisaktípusokat használtak. A heraldika első századaiban a sisakdísszel ellátott sisak ugyanolyan fontos volt, mint a pajzs. Az ún. sisakpecséteken csak a sisakdísz és a sisak szerepel. A sisakot a tartozékaival és a díszeivel együtt felsőcímernek is nevezzük, mely kb. a 14. századtól a címer legfontosabb alkotórésze. A 13. században a pajzs és a sisak még viszonylag önállóan fordul elő, két külön jelképről volt szó, ami jól megfigyelhető a korabeli pecséteken. A 13. és 14. század fordulóján már arra törekedtek, hogy ezeket egyesítsék egymással.
Névváltozatok:
- lovagsisak[1]
- címersisak[2]
- nyílt lovagsisak[3]
- katonasüveg[4]
- fr: heaume timbre, casque,
- en: helm, helmet,
- de: Helm,
- cs: helm,
- pl: hełm,

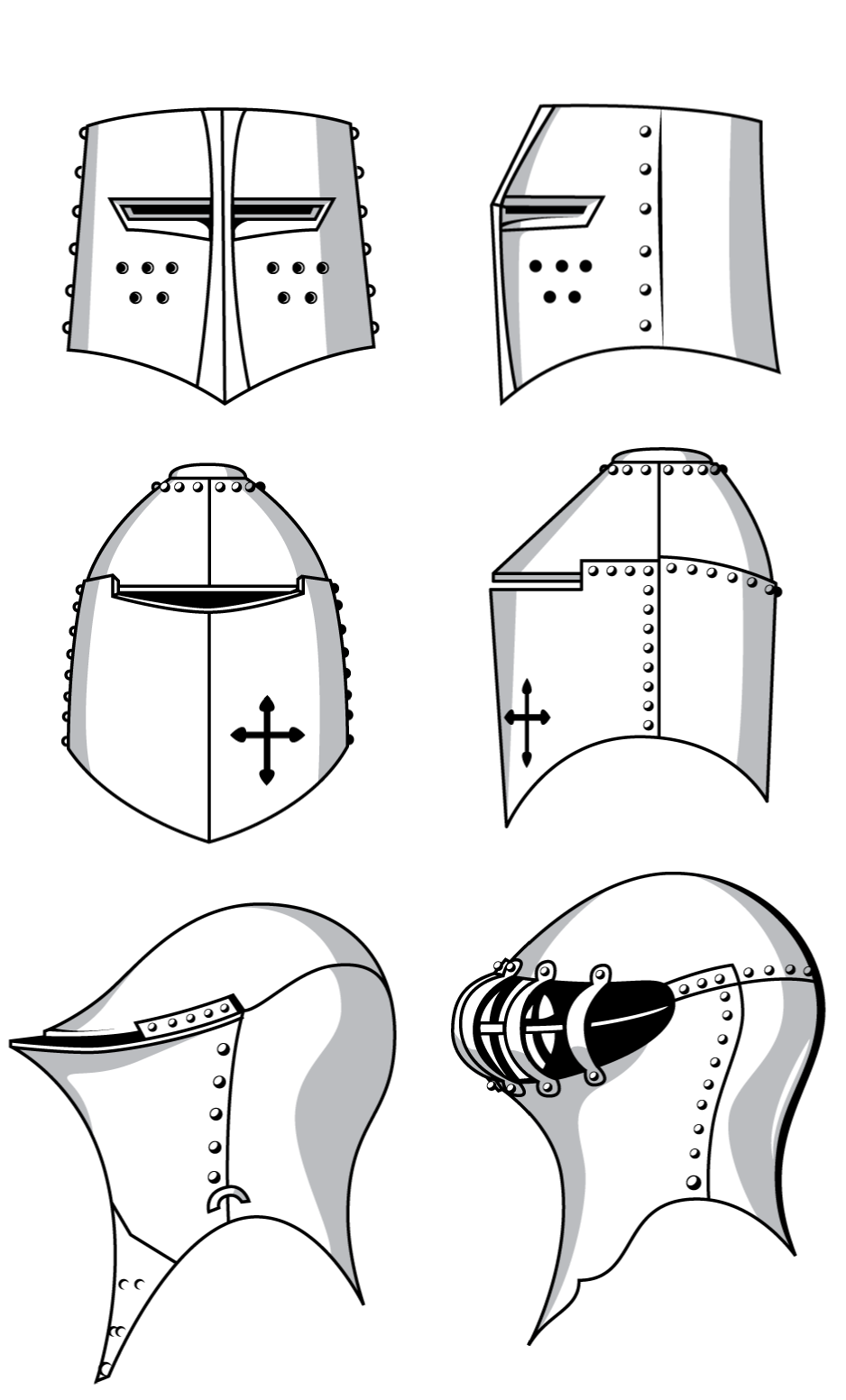
A főbb heraldikai sisaktípusok fentről: csuporsisak, csöbörsisak; utolsó sor: csőrsisak, pántos sisak

- la: cassis, cassida, galea, fidia, caleptra[5]

Rövidítések
Kezdetben csak a lovagok viseltek sisakot a címerükben. Az egyházi személyeknek, a hölgyeknek és városoknak néhány kivételtől eltekintve nem volt sisakjuk és sisakdíszük. A lovagság hanyatlásával azonban majdnem az összes címer része lett a sisak. Néhány országban azonban, mint például az angol heraldikában idővel a sisakok teljesen eltűntek a címerekből. Itt a sisakdíszeket nem a sisakok, hanem a sisakkoszorúk, esetleg a sisakkoronák tartják. Nem minden sisak heraldikai sisak is. Csak azt a sisakfajtát lehet ilyennek tekinteni, melyen sisakdísz fordul elő (ezeket általában a lovagi tornákon is használták).

## A sisakok osztályozása
A sisakokat hagyományos módon két részre osztjuk: 1. csatasisakok, 2. tornasisakok.
Az előbbiek zártak, az utóbbiak nyitottak.
Más felosztás szerint vannak 1. zárt sisakok (csuporsisak, üstsisak, csöbörsisak),
2. nyitott sisakok (kúpos sisak, pántos sisak, barbuta stb.), 3. zárható sisakok - sisakrostéllyal vannak ellátva, melyeket a 15. század végétől vettek használatba. Ez lehet saller, melyet a lovagi tornákon a lándzsatörésnél használtak, hundsgugel vagy burgund sisak.
Ezen kívül léteznek olyan sisakok is, melyeknek egyaránt van nyitott és zárható, sisakrostélyos változatai, mint például a sallernek és a barbutának.
Van tehát háromféle gótikus sisak, melyek nagyok, nehezek és kényelmetlenek voltak: 1. csuporsisak (a 12. század végétől a 13. századig használták), 2. a csöbörsisak (kb. a 13. sz. közepe - a 14. sz. eleje), valamint változata 3. a nagy csöbörsisak vagy üstsisak (nagyjából a 13. sz. végétől a 14. századig). Általában a lovag vállán nyugodtak. A lovagi tornák fejlődésével alakult ki a csőrsisak, mely már a 14. század végén megjelent és a 15. század második feléig használták.
Ezeket zárt sisakoknak nevezzük, mert teljesen elfedték a lovag arcát, amivel maximális védelmet adtak, de nehéz volt belőlük a kilátás. Ezt követően jelentek meg a nyitható sisakok, melyeknek mozgatható sisakrostélyuk volt és a kúpos sisakkúpos sisakból alakultak ki: a hundsgugel és leszármazója az armet, valamint a saller. 
Végül a nyitott tornasisakok alakultak ki, melyeknek nem volt mozgatható sisakrostélyuk, mint a pántos sisak. A lovagi tornákon nagyjából a 15. század közepétől a 16. század végéig használták.
A heraldikai sisak a 17. században jelent meg, mely csak a címertanban fordul elő. Ez kettős rostéllyal és egy alsó kengyellel is rendelkezett. Főleg Franciaországban, Spanyolországban és Itáliában használták. Az olasz nemesi címerek heraldikai sisakjai számára azt is előírták, hogy a vizir felső részének zárva, az alsónak nyitva kell lennie.

## A sisakok viselése
A címerek kialakulását közvetlenül megelőző korban a norman eredetű kúpos sisakot viselték. Ezt gyakran orrvédővel is ellátták, ami nagyobb védelmet biztosított az arcra mért csapások ellen. A korai heraldika korában az orrvédő a francia sisakokon a 13. században is megmaradt. Az élő heraldika korában a címereken a csatában ténylegesen használt sisaktípusokat, a csupor- és csöbörsisakot ábrázolták. A 14. század legvégén kialakult egy olcsóbb sisakváltozat, melyet a szegényebb lovagok használtak. Ez volt a réteglemez sisak.
Félgömb alakú vagy mérsékelten kúposodó sisak, vaslemezdarabokból szegecselték össze és fülvértekkel is ellátták.
A holt heraldika korában a címersisakok viselése (a 15. században) a csatatérről egyre inkább a lovagi tornákra szorult vissza. Szükségessé vált a nyak és a fej jobb védelme a lándzsadöféssel szemben. A híres fegyverkészítő céhek a 14. század közepétől a megváltozott igényekhez igazodva új sisaktípusokat hoztak létre. A sisakok fejlődése a kúpos alakú csöbörsisaktól kétféle irányt vett. Az egyik változatnál a sisak alja egészen a vállakig lenyúlt, melynek alsó szegélyére sodronyvértet erősítettek. Ez a csőrsisak, melyből a 15. században a lovagi tornákon használt pántos sisak és változata a rostélysisak alakult ki. A másik fejlődési irányt a velencei sisak, az ún. barbuta jelenti, melynek az arcrésze nyitott. A kúpos sisakból alakult ki a hundsgugel és ebből az armet.
Egyes heraldikai rendszerekben, mint például a skót heraldikában néhány további sisakfajta is használatos címersisakként, mint a saller és a burgund sisak.
A sisak alatt a lovagok bőrsapkákat viseltek, mely enyhített a fejre nehezedő nyomáson. Galeotto Marzio említi, hogy a magyar lovagok a sisak alatt a nyári hőségben olyan ellenzővel takarták el arcukat, amely csak a szemeket hagyta szabadon.
A lovagkort követően a sisakok viselése a heraldikára szorult vissza, ahol mindmáig használatosak. Sisakokat nemcsak a nemesi és polgári családok használtak, hanem Magyarországon a városok, megyék, céhek és más testületek is, ami más heraldikai rendszerekben sokszor csak kivételesen fordul elő.
A csatában a régi sisakok mellett heraldikai díszek nélküli vagy, az ünnepi felvonulásokon, strucctollas sisakokat viseltek, melyek arcrésze általában nyitott volt. Ilyenek az acélsisak, a vaskalap, a sturmhaub, a morion, a capeline, a bourguignotte, a hermelin stb.

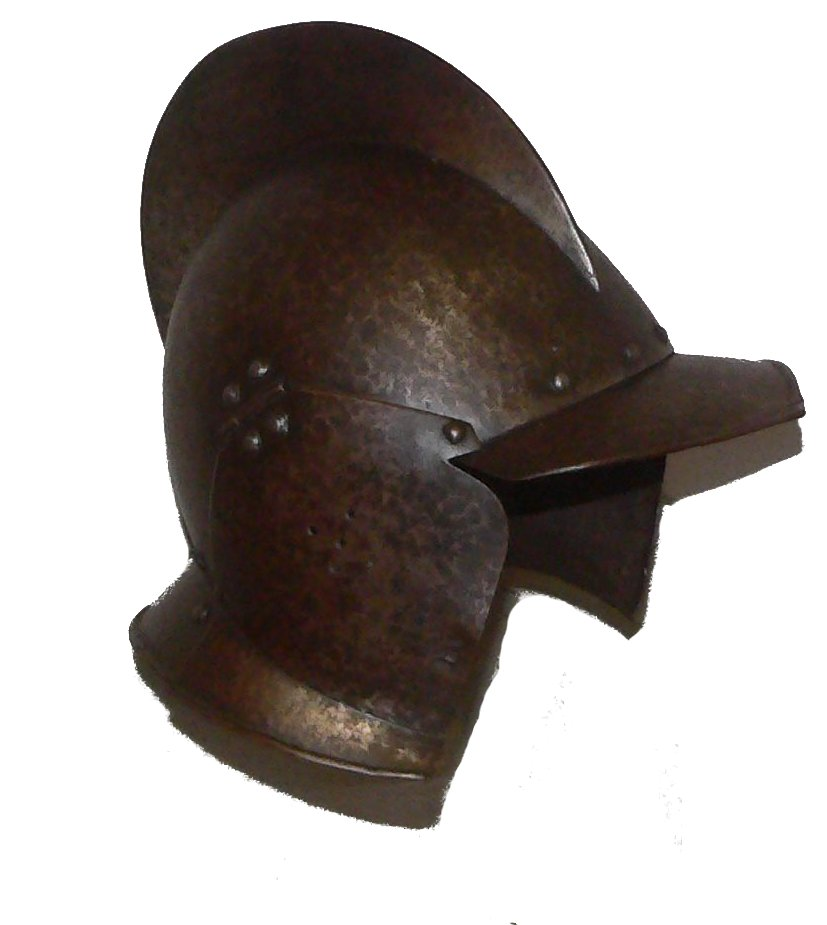
Burgonet vagy burgund saller (de: Sturmhaube, fr: Bourguinotte, en: burgonet, cs: šturmhaub, kačer).
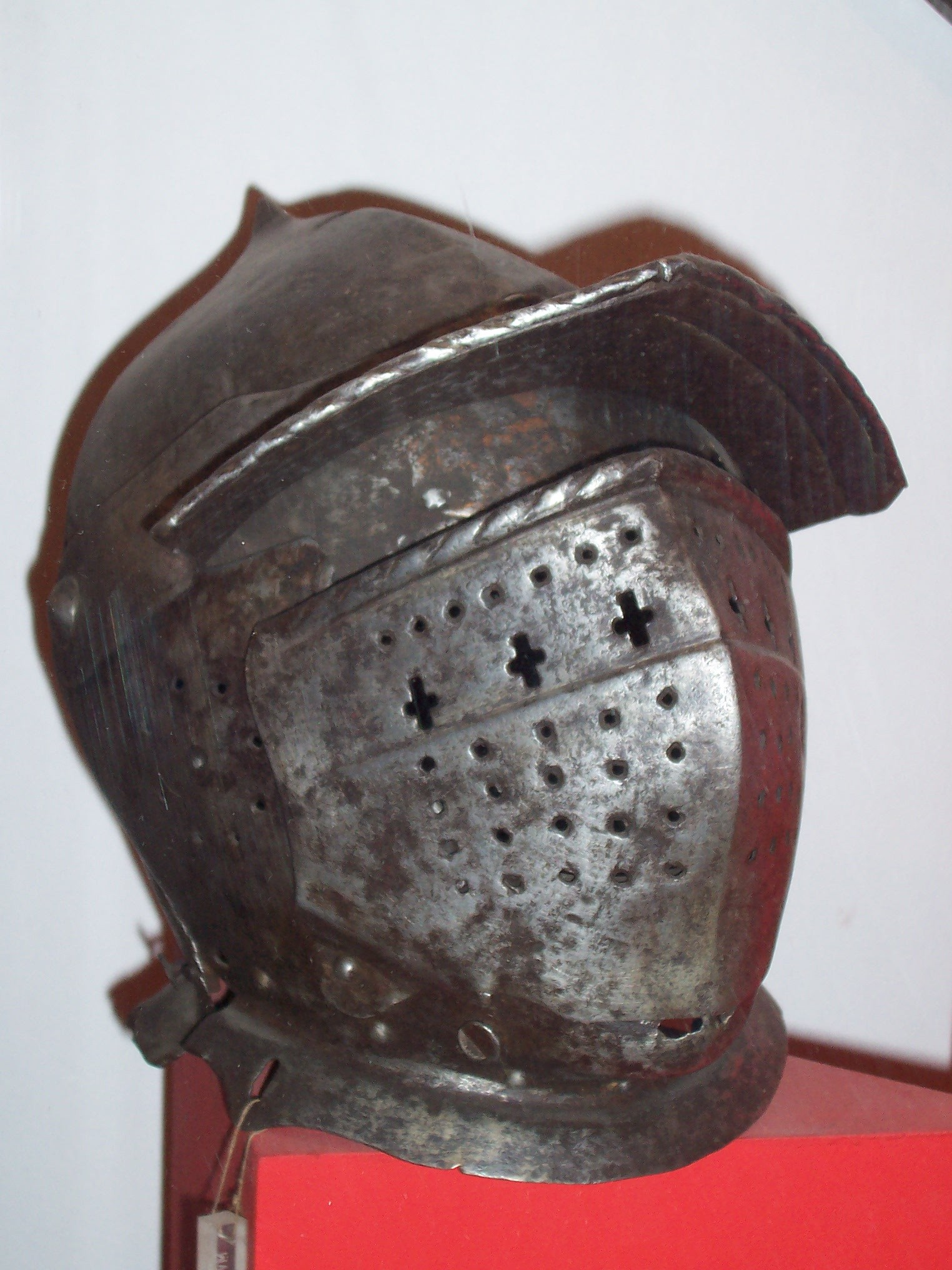
Rostélyos burgonet. Előbb a lovasság, majd a svájci típusú lándzsások és a könnyűlovasság sisakja
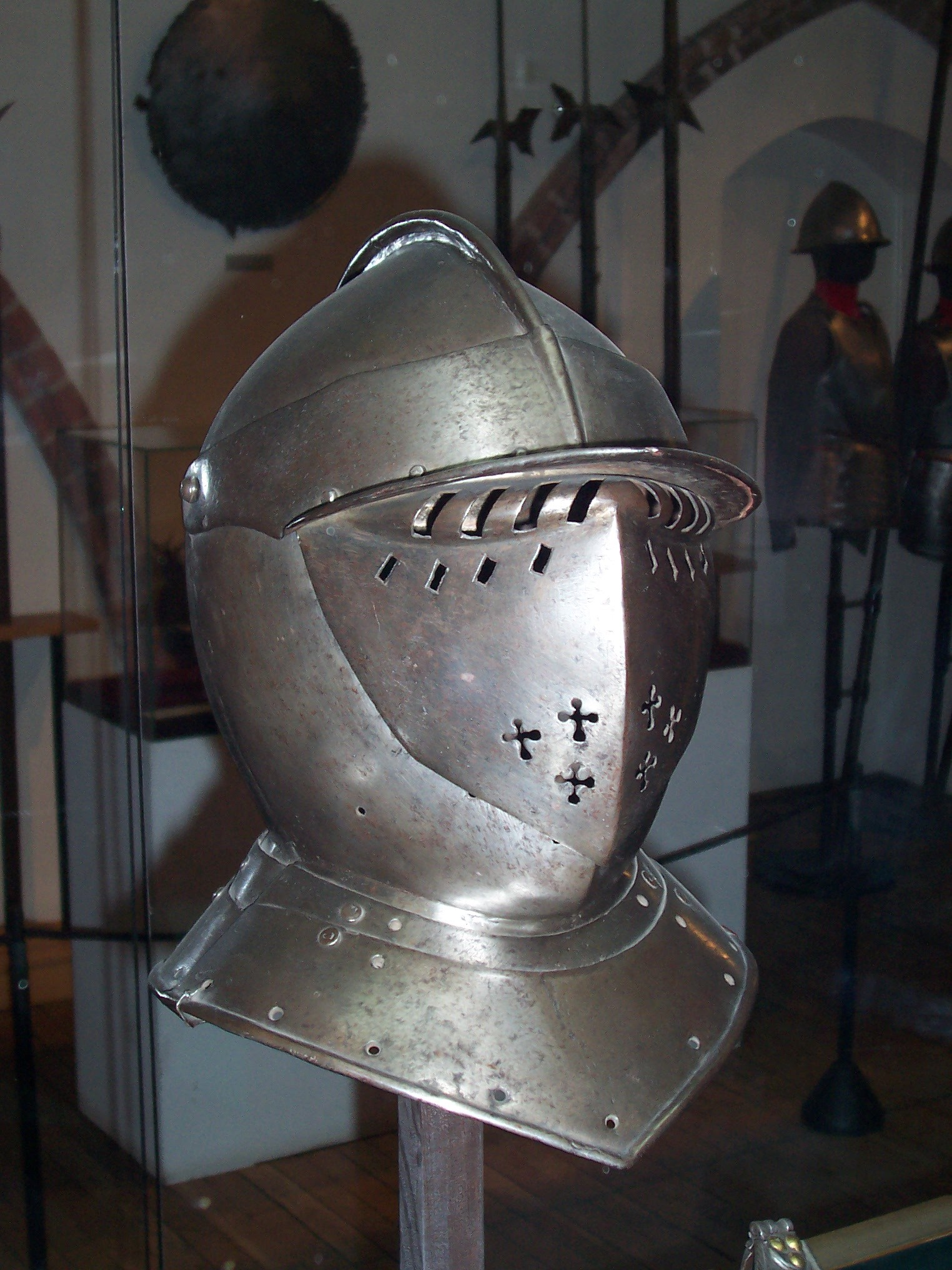
Nyakpántos. A burgonet a morionnal együtt a 16-17. század legelterjedtebb sisaktípusa volt.
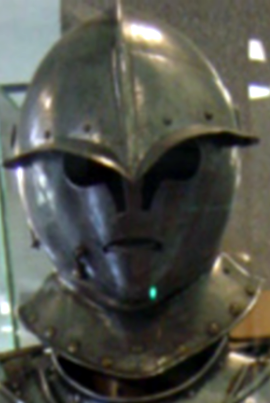
Szavojai burgonet. A burgonet jóval olcsóbb és könnyebb volt, mint a zárt sisakok.
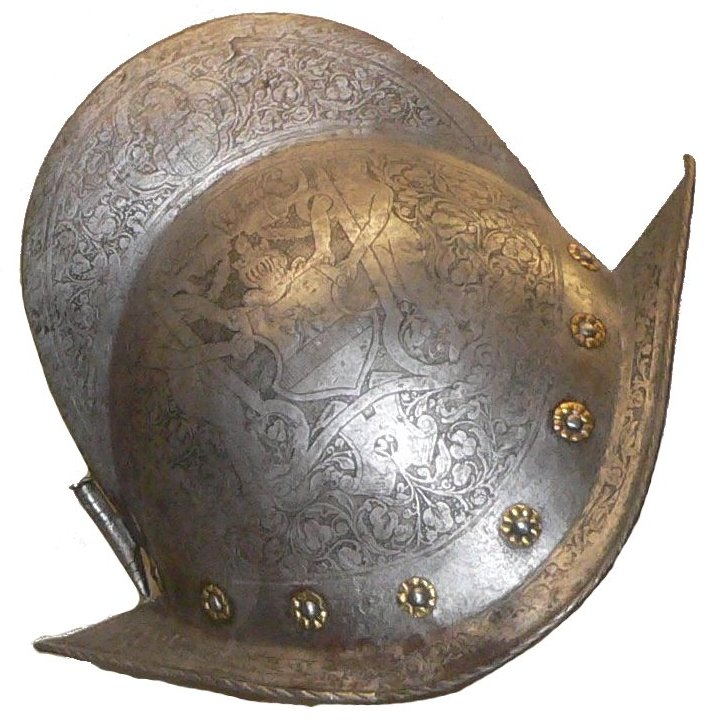
Díszes morion. Spanyolországban alakult ki a 16. században. A 17. századig volt használatban Európa-szerte. A korábbi acélsapkából (fr: chapel de fer, en: "Kettle Hat) alakult ki.
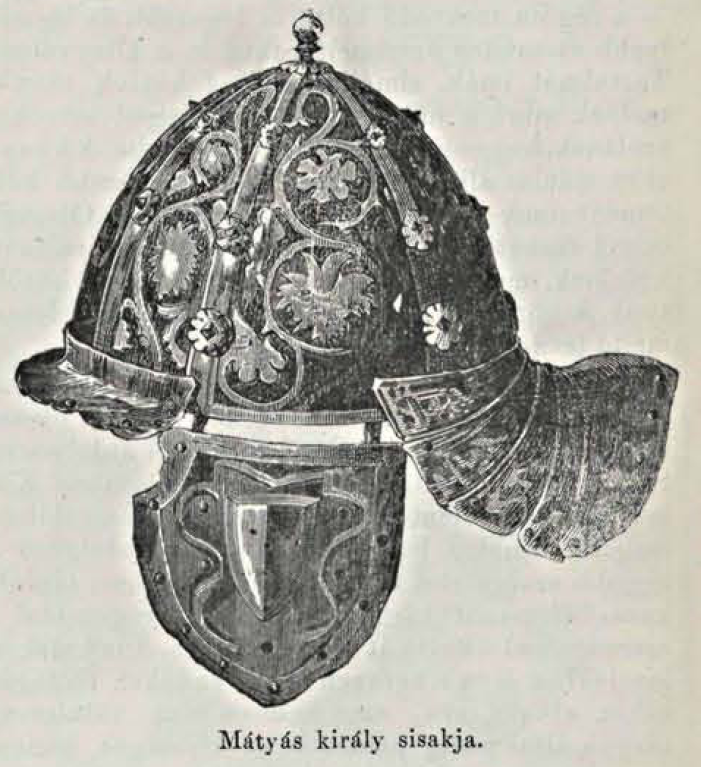
Mátyás király sisakja

## A sisakok megrajzolása és leírása
Fontos alapelv, hogy a sisak nem lebeghet a pajzs fölött, hanem annak tetején (ormán [Nagy Iván], felin [az 1619-es Gálffy címer leírásában, az ujtordai református egyház levéltárában]) kell nyugodnia. A sisak, a sisaktakaró és a pajzs stílusának összhangban kell lenni egymással. A sisak ábrázolható szemből (en face), profilból vagy részleges profilból (félprofil, háromnegyed-profil). Az elfordulást a címerleírásban nem közöljük, de a sisakdísznek összhangban kell lennie a sisakkal, van azonban olyan példa is, amikor a sisakdísz nem követi a sisak elfordulását. A félprofilból vagy háromnegyed-profilból ábrázolt sisakon a sisakdísz előfordulhat en face vagy félprofilban.
Egy címerhez általában csak egy sisak tartozik. A hanyatló heraldika korában azonban gyakran több sisakot is rajzoltak a címerbe (a 15. század elejétől), főleg akkor, ha a pajzson több címert egyesítettek és szükségessé vált ezek sisakdíszeinek a feltüntetése is a pajzson. Ha két sisakot ábrázolnak, azok a heraldikai udvariasság jegyében általában egymás felé néznek, de fordulhatnak ugyanabba az irányba is. Az is előfordul, hogy egy sisak két pajzs fölött helyezkedik el, mint a cseh Oldřich z Hradce 1292-es címerében.
Két sisak esetén a leírást a jobb oldalival kezdjük. Három sisak esetén a középső előre néz, míg a szélsők feléje fordulnak. A leírást ilyenkor a középsővel kezdjük és a jobb oldalival folytatjuk, majd a bal oldalival fejezzük be. Ennél több sisaknál a páros számúak az egyik oldalon a másik oldal sisakjai felé néznek és leírásuk sorrendje a következő: 5, 3, 1, 2, 4, 6. A pártalan számú sisakok a középső felé néznek és leírásuk sorrendje így alakul: 6, 4, 2, 1, 3, 5, 7. A legfontosabb sisak középre, illetve jobbra kerül. Több sisak esetén az egyszerűség kedvéért a sisakokat jobbról balra is le lehet írni, de ezt a címerleírásban külön meg kell említeni. Ha a pajzs tetején nincs elég hely, az is előfordul, hogy a szélső sisakokat a pajzs oldalainál helyezik
el. Az erdélyi fejedelmek által adományozott több címerben a sisakon nem volt semmilyen sisakdísz, mint például a nyermeghi Barna család 1618-as címerében, melyet Bethlen Gábortól kaptak.
A sisak szokásos helye a pajzs tetején ("a vért felső fokán"), középen van és előre néz. Ha a pajzs dőlt, a bal felső sarkára szokták helyezni és jobbfelé néz. Van példa arra is, hogy a pajzs az ellenkező irányba dől. Ilyenkor a sisak a jobb felső sarkon nyugszik, azaz a sisak mindig a magasabban álló sarkon helyezkedik el. Ilyenkor csak egy sisak van a pajzson, mely azonban lehet szembenéző vagy a dőlés irányába néző.
A heraldikában a sisakokat vörös, esetleg bíborbéléssel kell megrajzolni, amit a címerleírásban nem kell megemlíteni.
Néha a bélés megegyezhet a pajzs alapjának színével, ha azt a címeres levél így határozza meg. A sisak színe ezüst vagy fémszínű. Előfordul a kékes acélszín és a barnás bronz árnyalat. Vannak a heraldikában használt címersisakok (de: Wappenhelm). Nem minden sisak tartozik ide, csak azok, melyek a pajzsokon a sisakdíszt tartják.
A sisak és a sisakdísz együttes nagysága általában megegyezik a pajzs magasságával. Gelre herold címerkönyvében azonban a sisakdísz a teljes címer felét teszi ki, míg 14% a sisakra, 35% a pajzsra esik. A 17. századtól növekedni kezd a pajzs magassága. Ekkoriban 2-3-szor, sőt ötször olyan magas, mint a sisak. Ez nem kőbe vésett szabály és itt fontos szerepet kap a címerfestő ízlése, jártassága, képzőművészeti érzéke. Idővel olyan szabály alakult ki, hogy a címersisaknak legalább a pajzsmagasság 2/3-át kell kitennie.

## A sisakok rangjelölő szerepe
Az arany sisakkoronának köznemesek részére történő adományozását a Habsburg uralkodók kancelláriájában működő heraldikai szakértők a XVI. században még indokolatlannak tartották.
Csoma József két olyan armalist is leír, melyeknek címerkérő beadványairól nemcsak az aranykoronát, de még a pántos sisakot is kihúzták, és helyette csak zárt sisakra helyezett tekercset engedélyeztek.
Több sisak (kettő és több) a 14. század végén kezdett megjelenni a címerben. Egyes heraldikai rendszerekben, mint például a francia és angol heraldikában a sisakoknak rangjelölő szerepük is van, amit szigorúan betartanak. Máshol, mint például a német heraldikában ezt az elvet nem mindig tartják meg következetesen, ismét máshol,
mint például a magyar heraldikában a sisakok rangjelölő szerepe nincs rendszeres módon meghatározva, de Mária Terézia 1752. november 29-i rendelete értelmében és a bécsi udvar 18-19. századi szabályzatai szerint a nemesek egy, a lovagok két (VI. Károly uralkodása alatt [1711-1740] vezették be), a bárók három, a grófok és hercegek három és több sisakot használhatnak. A magyar nemesi címereken általában egy sisak van, de előfordulnak két sisakkal is. A bárói címereken gyakran csak egy sisak van, de előfordulnak kettővel és hárommal is. A magyar grófi címereken általában három sisak van, de gyakran csak egy (a 17. század végéig) vagy kettő, sőt néha négy  vagy öt. A hercegi címereken általában öt sisak van.
A Pompéry család 1847-es címere szerint a magyar címereknél régi nemesi szokás szerint a nyitott sisak (pántos sisak) szokásos módon jobbra néz. Nagy Iván máshol ugyancsak említi, hogy a "nyitott sisak (szokás szerint nemesi czímereknél) jobbra [van] fordítva". Kassa 1502-es címeradományában két sisak látható a pajzson.
Az Andrássy család grófi címerében pedig három sisak van. Voltak olyan főnemesi családok is, melyek egyáltalán nem használtak sisakot a címerükben, mint például a Liechtensteinek. Ezzel szemben a brandenburg-ansbachi őrgrófok címere 21 mezőt és 30 sisakot tartalmazott.
A 16. századtól egyes heraldikai rendszerekben a tornasisakok pántjait a főnemesi sisakoknál
aranyra festették. A 15. század közepén megjelentek a teljesen arany sisakok és kialakult ezek rangjelölő szerepe. A királyok és uralkodó fejedelmek arany tornasisakot viseltek, a főnemesek ezüst tornasisakot ezüstpántokkal, a köznemesség teljesen ezüst tornasisakot, a címerviselő polgárok és egyéni címert viselők csőrsisakot.
A sisak Franciaországban csak a 16. században kezdett a nemesség kiváltsága lenni, de a korábban viselt sisakokat a polgárok is tovább használták. A forradalom előtt a király szembenéző arany aranysisakot viselt felemelt sisakrostéllyal, királyi koronával és a nyakrészen a Szentlélek Renddel. A nemesség ezüst tornasisakot viselt aranyrostélyokkal, mely a hercegek és márkik esetén szembenéző, a grófoknál és az alacsonyabb rangú arisztokratáknál profilból látható. A rostélyok száma megfelelt a nemesi rangfokozatnak, a hercegek 11 rostélyától a nemesek 3 rostélyáig. Ez azonban változott és a nemesség soha nem tartotta be következetesen. A francia heraldikában szokás volt az is, hogy a nem egyenrangú házasságból származó utódok balra forduló sisakot használtak a címerükben.
Az angol heraldikában az alkalmi címerviselők (gentleman, esquire), a köznemesek acél csőrsisakot viselnek profilból vagy félprofilból, a baronetek és lovagok acél tornasisakot, azaz szembenéző zárható sisakot viselnek felemelt sisakrostéllyal, a főnemesek (peerek) aranyrostélyos tornasisakot viselnek, illetve ezüst tornasisakot 5 aranypánttal profilból, míg az uralkodó és a királyi hercegek sisakja teljesen arany szembenéző sisak. A köznemeseké tehát jobbra néz, a baroneteké, lovagoké és főnemeseké jobbra vagy szembe néz, mely utóbbi helyzet az uralkodói sisakra is érvényes.
A svájci heraldikában a sisakválasztás pusztán esztétikai kérdés, mindenféle rangkülönbség nélkül, míg a királyi Franciaországban a polgári címerekben nem volt sisak. Dániában a bárók két, a grófok három sisakot viseltek. A német heraldikában egyes heraldikusok angol és francia hatásra a nemeseknek pántos sisakot, míg az ennél régebbi csőrsisakot a polgároknak írták elő. Kivételt képeznek a tudósok (a jogi és teológiai doktorok), akiket a nemesekkel egy ragba állítottak és így a pántos sisak is megillette őket.
A modern szlovák heraldikában a nem nemesi személyek címereit ugyancsak csőrsisakkal és sisakkoszorúval jegyzik be, aminek azonban nincs semmilyen történeti alapja a magyar heraldikában.

## Egyéb sisakok
A teljesség igénye nélkül bemutatjuk a fontosabb preheraldikus és heraldikán kívüli sisakokat is, melyek némelyike azonban előfordulhat címerképként.

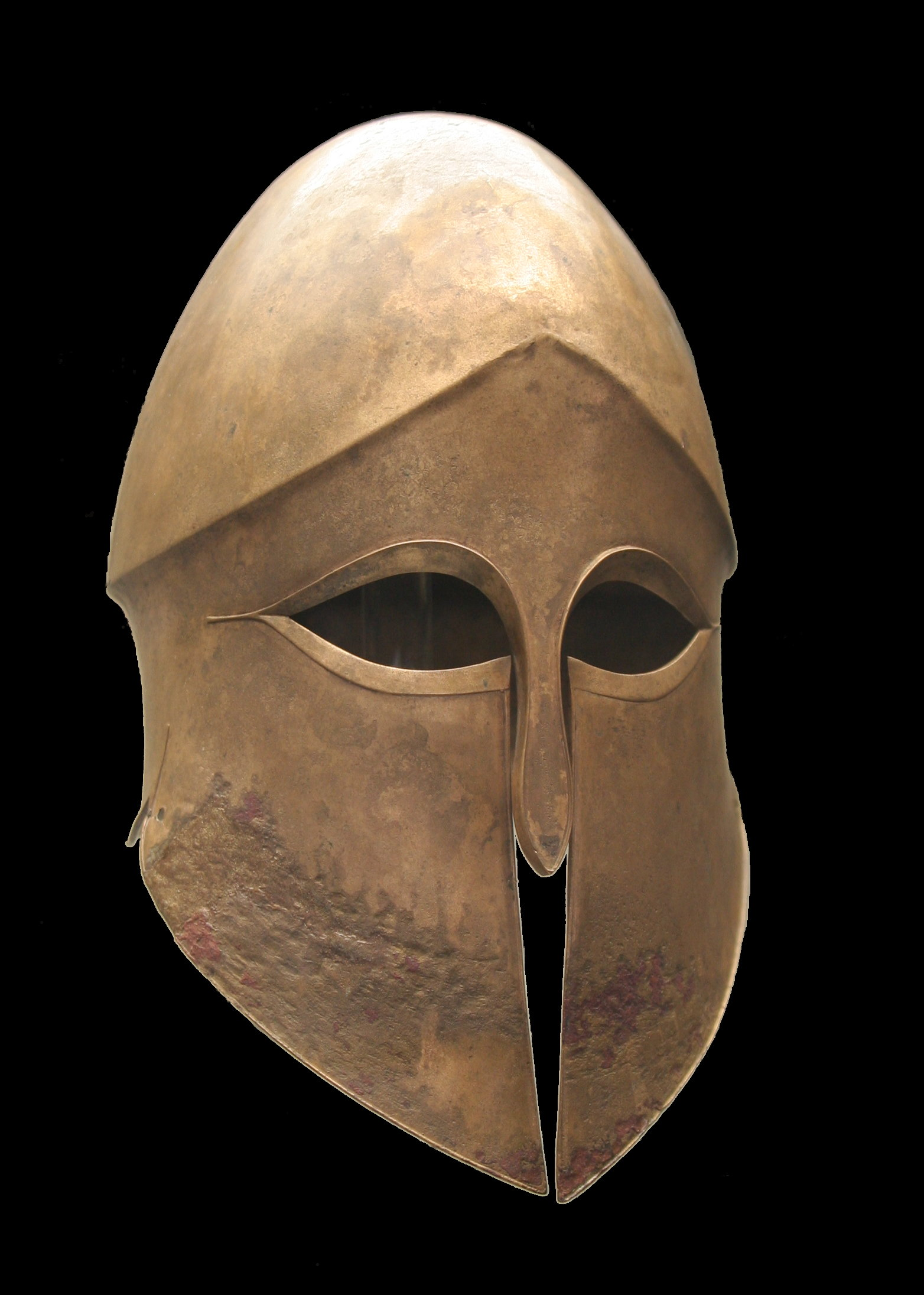
Korinthoszi sisak
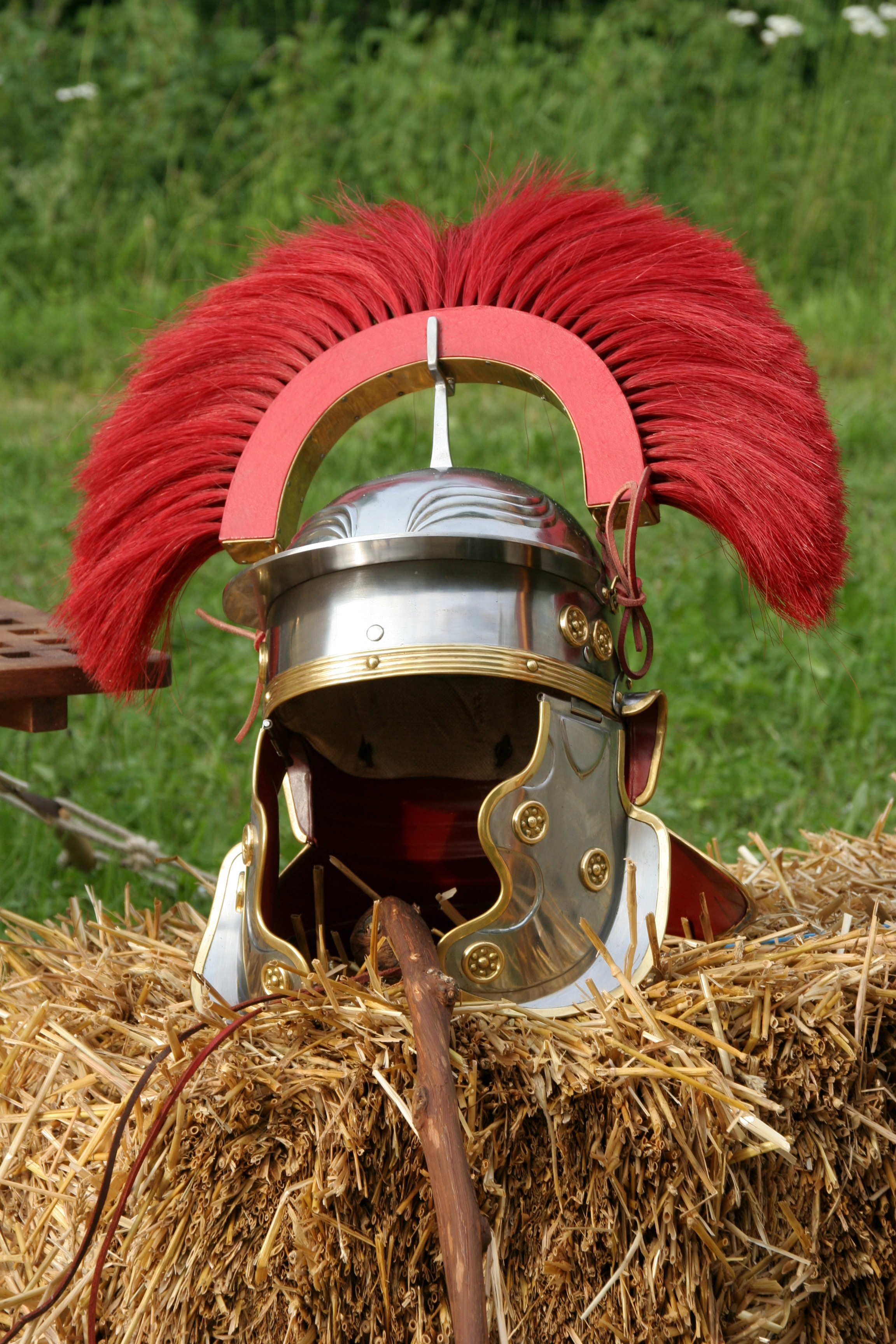
Császárkori centurio-sisak fejdísszel (crista transversalis)